# 2000 JD31
2000 JD31 är en asteroid i huvudbältet som upptäcktes den 7 maj 2000 av LINEAR i Socorro County, New Mexico.
Asteroiden har en diameter på ungefär 15 kilometer.